# Kalaoniltava
De kalaoniltavaa (Cyornis kalaoensis) is een zangvogel uit de familie Muscicapidae (vliegenvangers). De soort werd in 1896 als aparte soort Siphia kalaoensis geldig beschreven door  Ernst Hartert. Later werd de soort als ondersoort van de mangroveniltava (C. rufigastra) beschouwd.

## Kenmerken
De vogel is ongeveer 15 cm lang, iets groter dan een bonte vliegenvanger. De vogel is staalblauw van boven en licht oranje op de flanken en verder wit van onder.

## Verspreiding en leefgebied
Deze soort is endemisch op het eiland Kalao een van de eilanden van de Kepulauan Selayar ten zuiden van Indonesische eiland Celebes.
De leefgebieden liggen in een groot aantal typen bos of terreinen met struikgewas van zeeniveau tot op 400 meter daarboven.